# AKB48グループ ついに公式音ゲーでました。
『AKB48グループ ついに公式音ゲーでました。』（エーケービーフォーティエイトグループ ついにこうしきおとゲーでました）は、S&Pのスマートフォン向けアプリケーションゲーム。ジャンルはリズムアクション。

## 歴史
2014年5月7日に『AKB48 ついに公式音ゲーでました。』として配信開始。同年8月18日、AKB48グループ大組閣祭りのチーム再編を反映した大型アップデートを実施。親密度を実装。
2014年12月8日、SKE48モードを実装し、名称が『AKB48 SKE48 ついに公式音ゲーでました。』に変更された。
2015年4月28日、NMB48モードおよびHKT48モードを実装。名称が『AKB48グループ ついに公式音ゲーでました。』に変更された。同年8月26日、春の人事異動、SKE48・NMB48の昇格、NMB48「ポスト山田菜々オーディション」合格者（植村梓）の追加を反映した大型アップデートを実施。
2016年8月23日、登場メンバーにAKB48 Team 8の追加を反映した大型アップデートを実施。
2018年3月26日をもってサービス終了。

## 概要
AKB48グループ（AKB48、SKE48、NMB48、HKT48）のメンバーが全員実名で登場する音楽ゲーム。通常のライブのほかに、定期的に推しメン応援イベント、フレンド協力イベントが開催される。登場メンバーのうち、研究生は登場しない。
これまでS&Pは『魔法少女まどか☆マギカ オンライン』や『進撃の巨人 -反撃の翼- ONLINE』の運営も行っていたが、どちらも2015年5月28日を以ってサービスを終了し、S&Pはこのゲームのみを運営していた時期があった。
オリコン調べ「オリコン日本顧客満足度ランキング ゲームアプリ部門」で、2015年秋で7位、2015年年間13位となった。2015年秋発表時には、1位の『ラブライブ! スクールアイドルフェスティバル』や、9位の『アイドルマスター シンデレラガールズ スターライトステージ』と共に、「アプリ界もアイドル戦国時代」と評された。

## ゲーム内容
基本無料のアイテム課金制。ゲームの内容は、ライブ・メンバー・レッスン・ダスの4つに大別される。また、ランクが上がるとライブで遊べる曲が追加されていく。
プレイヤーのステータスは以下の通り。
Rank
プレイヤーのランク。EXPをためることで上昇し、その度にLPが全回復する。ランクが一定に達するとLP・ハートの最大値や友達の人数の上限が増加するほか、楽曲が解禁される。
EXP
ライブを行うことで加算されていく経験値。曲の難度や消費LPが高いほど多くの経験値が得られる。
LP
ライブを行うときに消費するポイント。曲の難度が高いほど、多くのLPが必要となる。時間の経過とともに回復する。音石を1個使うか、ランクが上がると全回復する。
ハート
メンバーのレッスンや特別レッスンを行うときに消費するポイント。ライブの成功やイベントの報酬時に入手できる。
音石
本作品における課金アイテム。イベントの報酬などでも入手できる。LPの全回復、失敗したライブのコンティニュー、ダスに使用する。
友達
協力関係にある他のプレイヤーのこと。登録した相手はライブのゲストに招きやすくなるほか、フレンド協力イベントの対象となる。
推しメン
プレイヤーが推しているメンバー。推しメン関係のイベントに影響する。

### ライブ
本作品のメインモードとなるリズムゲームパート。
まず事前に、5人のメンバーでユニットを構成しておく。楽曲が開始するとリズムアイコンが流れだし、左右のアイコンへと移動していく。2つのアイコンが重なった瞬間に画面をタッチすれば成功となり、タイミングのよさに応じてスコアが上昇する。失敗するとメンタルが減少し、これが尽きるとゲームオーバー。GOOD以下の判定を一度も出さなかった場合はフルコンボとなる。また、楽曲と一致する色のアイコンをタップし、星4つのメンバーをセンターに配置すると、一部のExcellent判定がPerfect判定に変わり、星5つ以上のメンバーをセンターに配置するとUnbelievable判定に変わる。
各楽曲には赤・青・黄・緑・紫の5属性があり、ユニットに参加しているメンバーの属性と合致していればスコアが上昇しやすい。また、特定衣装をメンバーに加えるとスコアボーナスが付く。プレイできる楽曲はいずれもAKB48およびグループの楽曲で、ランクが上がることで追加されていく。
プレイ時には他プレイヤーを1人ゲストメンバーに招くことができ、相手のユニットのスキルを使用できる。友達に登録されたプレイヤーはゲスト選択リストに登場しやすくなる。

#### オブジェクトについて
基本オブジェクト
普通にタップすればよい。
ロングオブジェクト
始点が来たら押しっぱなしにして、終点でボタンを離す。終点で離すタイミング早かったり遅かたりすると判定が下がる。
同時押しオブジェクト
線が付いているオブジェクトは同時押しする。ロングオブジェクトやフリックオブジェクトが付帯している場合がある。
フリックオブジェクト
矢印の方向にフリックする。普通にタップしてしまったり、フリックする方向を間違えるとBAD判定となる。

### メンバー・レッスン
ステータスは以下の通り。
- レアリティ - 星の数が増えると希少度が高くなる。星6つ以上にするには特別レッスンを行わなければならない。
- 衣装 - 楽曲に合った衣装をメンバー編成に加えると、メンバー1人ごとに5%のスコアボーナスが付く。
- 属性 - 赤・青・黄・緑・紫の5種がある。
- 成熟度 - 能力が向上する。100%に達すれば特別レッスンが出来る。
- 親密度 - ライブの成功で上昇する。親密度を上げると、様々な特典がもらえる。
- 能力 - パフォーマンス・メンタルがあり、各メンバーの総和がユニットの能力となる。
- スキル - 条件に応じてスキル玉をタップすることで発動する。スコアアップ、パフォーマンスアップ、メンタル回復、メンタルダメージ軽減、判定強化、玉色変化といった効果がある。

メンバーパートでは以下の行動ができる。
メンバー編成
5人のメンバーを集めて、ライブに参加するためのユニットを形成する。同じメンバーを2人以上配置することはできない。
レッスン
ベースとなるメンバーに素材となるメンバーを合成することで能力が上昇する。素材となったメンバーは消滅する。
特別レッスン
成熟度が100%となったベースとなるメンバーに特定メンバーの小豆ジャージ衣装を合成することでパワーアップ。レアリティが高い衣装だと、小豆ジャージ衣装に加え、同メンバーの特別レッスン済み公式音ゲー衣装、同メンバーの特別レッスンを行っていない同じ衣装、公式音ゲーR衣装（帽子）が必要になる。1回か2回可能だが、特別レッスンができない衣装もある。特別レッスンしたメンバーはグラフィックが変化し、能力と親密度をより高く得られるようになる。素材となった小豆ジャージのメンバーは消滅する。
注意点として、特別レッスン直後はメンタル値が初期値の100にリセットされる。
スキルレッスン
不定期的に行われるレッスンで、音石を3個消費することでスキルを変更することができる。ただし、どの効果になるかはランダムで決まる。
おわかれ
メンバーを手放し、代わりにハートやチケットを得る。

### メンバーの獲得方法
メンバーを増やす方法には3種類ある。
簡単ダス
チーム別（Team8はEASTとWESTの2つに分かれている）で基本的に星3つ、まれに星4つ以上のメンバーが手に入る。1度のダスで音石を5消費するが、50個同時に使用することで10回分でき、1つは必ず星4つ以上のメンバーが確定する。星5つ以上当選で特定衣装の確定キャンペーン、星4つ以上の確率2倍、推しメン出現率5倍、卒業メンバーへの感謝を込めた卒業ダスなどが行われることがある。2016年6月よりその月の誕生日のメンバーのみが出現するバースデーダスが登場している。
叩いてかぶって勝負
じゃんけんで勝負し、メンバーを獲得する。5勝以上で星4つ以上のメンバーが確定する。
サプライズポット
ライブで一定以上コンボをつなげるとサプライズポットを獲得できる。HARD以上かつ金ポットだと、低確率で星4つのメンバーを獲得できる。

### イベント
誕生日イベント
AKBモード限定。メンバーの誕生日当日になると、楽曲「涙サプライズ!」がプレイ可能となる。もちろん、サプライズポットは当日誕生日のメンバーしか出ないが、まれに当日誕生日メンバーの涙サプライズ衣装を獲得できることもある。
2016年6月よりバースデーイベントが当日ではなく月ごとに変更され、楽曲はモードごとに毎月違うものになった。イベント期間中は誕生日を迎えるメンバーのみが登場するサプライズポットが登場し、サプライズポット特別報酬からは「バースデードレス」が出現。まれに☆6に進化済みの状態のも出現する。「バースデードレス」は2017年5月時点でブルー、レッド、イエロー、グリーン、パープルの5種。
推しメン応援イベント
予め選択した推しメンでポイントを稼ぎ、上位入賞を目指す。ポイントランキング100位以内入賞でSバージョンの衣装を獲得できる。メンバーによって入賞ボーダーが大きく違うのも特徴。
フレンド協力イベント
フレンドとともにポイントを稼ぐイベント。フレンドが多いほど有利になる。
CD発売記念イベント
AKB48の楽曲が発売された日のメンテナンス終了後から行われるイベント。発売から数週間の間はAKB48モード以外でも最新曲が遊べる。
グループイベント
他のプレイヤーとともに劇場の動員数を集めるイベント。第2回・第3回では、1位になった劇場のメンバーがFLASHスペシャルのソログラビア掲載権を獲得できる。
|       | AKB48        | SKE48    | NMB48      | HKT48               |
| ----- | ------------ | -------- | ---------- | ------------------- |
| 第1回 | 佐々木優佳里 | 未実装   | 未実装     | 未実装              |
| 第2回 | 西山怜那     | 松井玲奈 | 未実装     | 未実装              |
| 第3回 | 島崎遥香     | 高柳明音 | 渡辺美優紀 | 宮脇咲良            |
| 第4回 | 島崎遥香     | 髙寺沙菜 | 渡辺美優紀 | 宮脇咲良            |
| 第5回 | 小嶋真子     | 宮澤佐江 | 渋谷凪咲   | 本村碧唯 （繰上げ） |
| 第6回 | 島崎遥香     | 髙寺沙菜 | 太田夢莉   | 田中美久            |

## 卒業・組閣時の対応
獲得したメンバーが卒業・移籍・兼任解除で実装されたグループから離れた場合でも引き続き同じグループ内で使うことができ、ユニットに設定することもできる。但し、新たに推しメンとして登録することはできない。